# Maria av Trapezunt
Maria Megale Komnenos (grekiska: Μαρία Κομνηνή), känd som Maria av Trapezunt (grekiska: Μαρία της Τραπεζούντας), född okänt år, död 1439, var en bysantinsk kejsarinna, gift med Johannes VIII Palaiologos. Hon var den sista kejsarinnan av Bysans.

## Biografi
Maria av Trabzon var dotter till kejsar Alexios IV av Trapezunt och Theodora Kantakouzene.
Äktenskapet arrangerades år 1427 eftersom Johannes ville ha arvingar efter två barnlösa äktenskap, men även detta äktenskap förblev barnlöst. Hon avled i pesten. 
Maria var den sista kejsarinnan av Bysans, eftersom den sista kejsaren Konstantin XI Palaiologos, makens efterträdare och yngre bror, var änkling då han blev kejsare och aldrig gifte om sig.